# Терсерос, Мигель
Миге́ль А́нхель Терсе́рос Аку́нья (исп. Miguel Ángel Terceros Acuña; род. 25 апреля 2004, Санта-Крус-де-ла-Сьерра) — боливийский футболист, нападающий клуба «Сантос» и сборной Боливии.

## Клубная карьера
Терсерос начал профессиональную карьеру в местных академиях «Тауйчи» и «Проект Боливия 2022». В 2018 году Мигель подписал контракт с бразильским «Сантосом» . 11 октября 2022 года в матче против «Жувентуде» он дебютировал в бразильской Серии A. 

## Международная карьера
24 сентября 2022 года в товарищеском матче против сборной Сенегала Терсерос дебютировал за сборную Боливии. 